# Serveur bureautique
 (septembre 2023).
Si vous disposez d'ouvrages ou d'articles de référence ou si vous connaissez des sites web de qualité traitant du thème abordé ici, merci de compléter l'article en donnant les références utiles à sa vérifiabilité et en les liant à la section « Notes et références ».
Un serveur bureautique est un équipement informatique utilisé pour centraliser les fonctions d’impression, de partage de fichiers ou de connexion Internet, par exemple.
Ce terme regroupe principalement les serveurs suivants :
- Serveur d'impression ;
- Serveur de fichiers.